# Perico y Frescales, los dos iguales
Perico y Frescales, los dos iguales fue una serie de historietas creada en 1951 por Juan García Iranzo para la revista "Trampolín", de Acción Católica.

## Características y argumento
Perico y Frescales, los dos iguales está muy influida por la exitosa Zipi y Zape (1948) de José Escobar. Como ella, muestra las travesuras de dos chavales, y el subsiguiente castigo, pero es su maestro quien se lo inflige y no su progenitor. 
La serie destaca, en opinión del investigador Juan Antonio Ramírez, por la variedad de torturas pedagógicas a las que Perico y Frescales son sometidos, reflejo de la educación durante la posguerra.